# میخائیل توواروسکی
میخائیل توواروسکی (روسی: Михаил (Моисей) Давидович Товаровский؛ ۲۵ اکتبر ۱۹۰۳ – ۶ ژانویهٔ ۱۹۶۹) بازیکن فوتبال اهل امپراتوری روسیه بود.
وی همچنین برندهٔ جوایزی همچون نشان پرچم سرخ کار شده‌است.